# Teresin (województwo kujawsko-pomorskie)
Teresin – wieś w Polsce położona w województwie kujawsko-pomorskim, w powiecie bydgoskim, w gminie Sicienko. 
Nazwa miejscowości najprawdopodobniej pochodzi od imienia hrabiny Potulickiej – Teresy.
W latach 1975–1998 miejscowość administracyjnie należała do województwa bydgoskiego.